# Aloe ellenbergeri
Aloe ellenbergeri é uma espécie de liliopsida do gênero Aloe, pertencente à família Asphodelaceae.